# Classe Mazzei
Le unità Classe Mazzei sono dei guardacoste in servizio con la Guardia di Finanza per le attività di addestramento derivate dalla classe Bigliani rispetto alle quali hanno lo scafo allungato da 27 a 35 metri e l'ampliamento delle predisposizioni logistiche, che consentono l'alloggio a bordo di 18 allievi e due istruttori.
Sebbene realizzati per finalità didattiche, i guardacoste classe Mazzei sono equipaggiati esattamente come le unità operative, tanto da poter essere utilizzate anche nei compiti d'istituto se richiesto dalle circostanze, come le successive unità conosciute con il nome di Bigliani Serie V e Bigliani Serie VII, in quanto sono la versione allungata delle unità tipo Bigliani Serie III.

## Unità
Tipo Mazzei (Bigliani Serie IV)
- N.S. Mazzei
- N.S. Vaccaro

Tipo Di Bartolo (Bigliani Serie V)
- G.3 Di Bartolo
- G.4 Avallone
- G.5 Oltramonti
- G.6 Barbarisi
- G.7 Paolini

Tipo Brigadiere Greco (Bigliani Serie VII)
- G.8 Brigadiere Greco
- G.9 Finanziere Cinus